# タイワンジュウモンジシダ
タイワンジュウモンジシダ Polystichum hancockii はオシダ科のシダ植物。ジュウモンジシダに似て一回り小さい。

## 特徴
常緑性の草本。根茎は短く斜めに立ち、鱗片がまばらにつく。鱗片は卵形で長さ3-5mm、淡褐色で早くに脱落する。葉柄は長さ10-30cmでまばらに鱗片を着けるが、鱗片が早くに脱落するために古い葉ではほとんど鱗片が無くて表面が裸になっている。葉身は長さ15-35cmで、ほとんど単羽状複葉であるが、最下の対だけが羽状に分かれる。この最下の羽片がやや長く発達するために、葉全体では十文字型になるが、ジュウモンジシダに比べると最下羽片は控えめな印象である。最下羽片は長さ6-10cm、それより上の羽片は長さ1.5-3cmであり、最下羽片はさらに羽状に分かれるのでその小羽片は他の羽片よりかなり小さい。普通の羽片は長楕円状披針形で、先端は鈍くとがるか鋭く尖り、やや鋭い鋸歯が並ぶか半ばまで裂け、葉質は草質。葉裏に小さい鱗片があるが、早くに落ちる。胞子嚢群は羽片の中肋と縁の中間にできて、包膜は縁が滑らかだが小さくて早くに脱落する。

## 分布と生育環境
奄美大島以南の琉球列島に産し、国外では中国と台湾から知られる。島根県の隠岐、鹿児島県の大隅半島、屋久島などからも記録はあるが、これらはジュウモンジシダに属するものと海老原(2017)は判断している。
低地の森林内で日陰の湿った場所に生じ、湿った岩の上や地上に生育する。

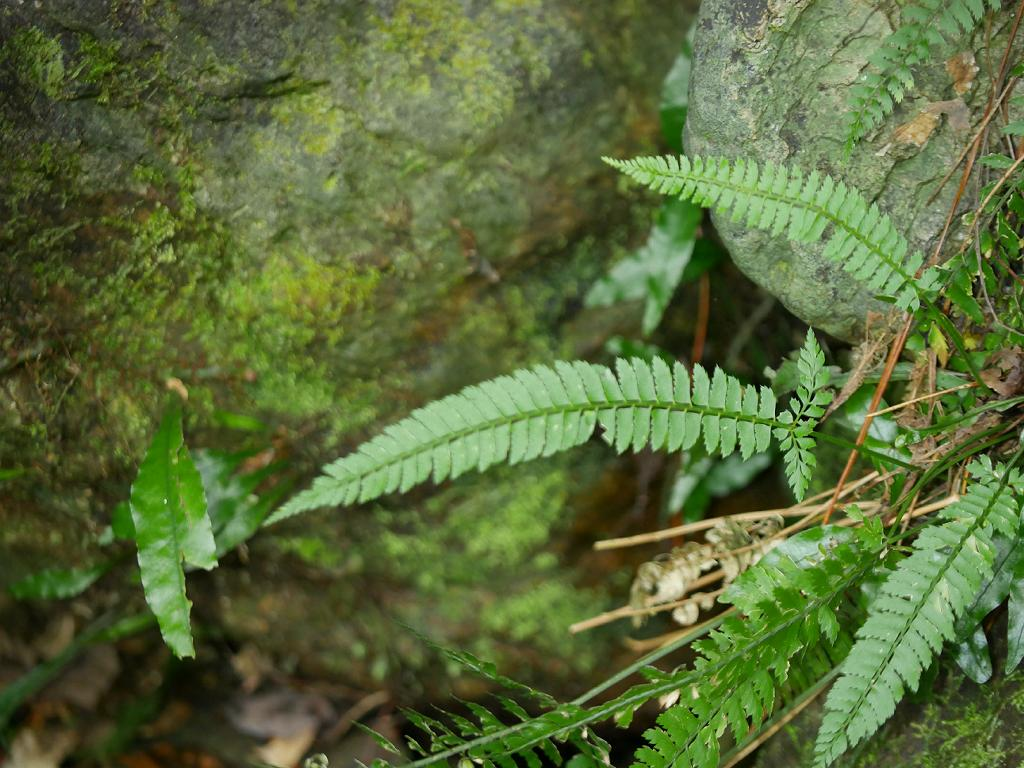
葉の形・やや拡大
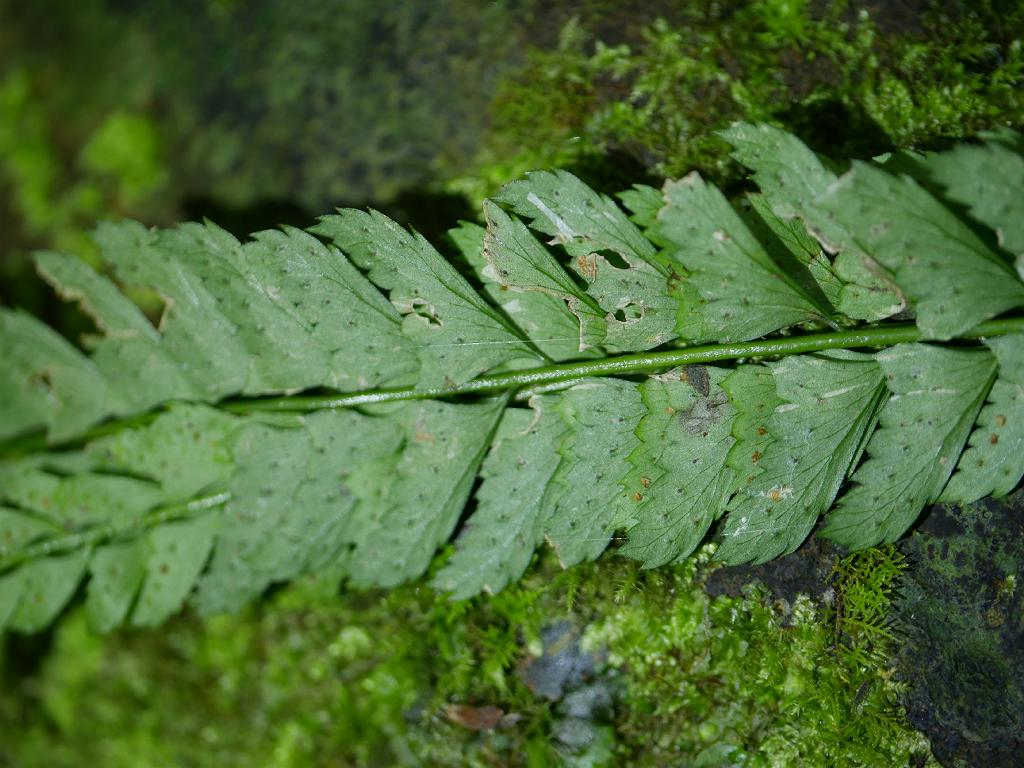
葉の裏面
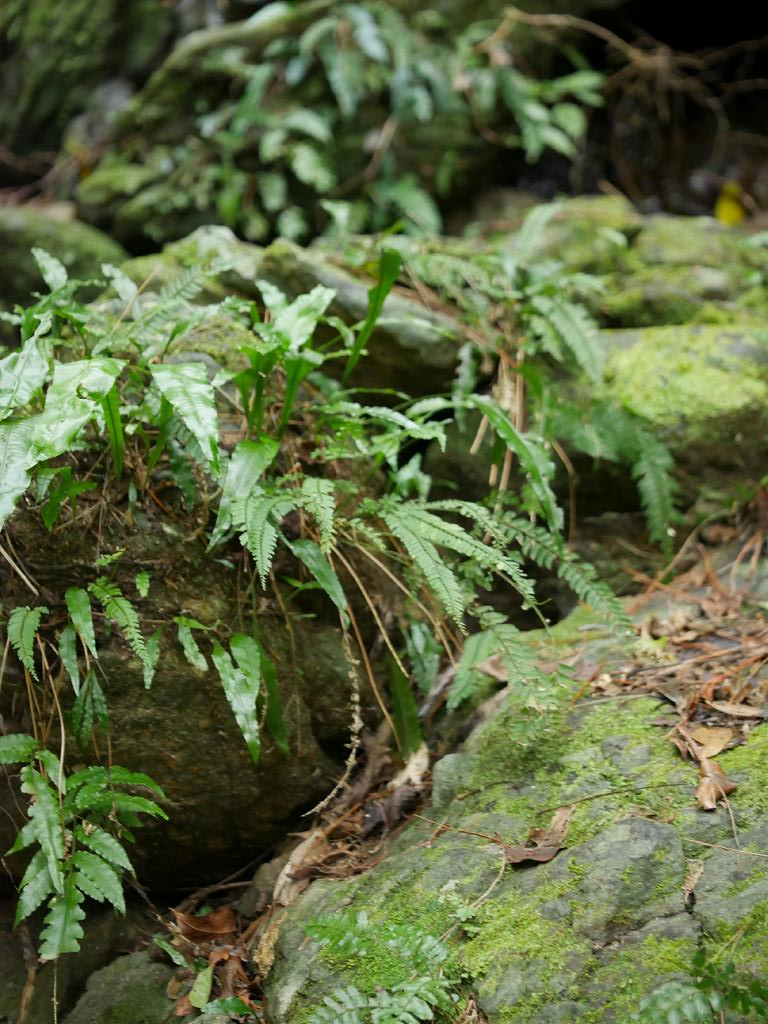
生育環境

## 類似種
葉の形はジュウモンジシダのそれによく似ているが、ジュウモンジシダは普通の羽片が長さ3-5cmで、本種はその長さがほぼ3cm以下であることで区別できる。またこの種では鱗片が本種ほどには早くに落ちることが無く、より多く観察できる。
実際にこの種と本種の区別が難しい場合もあり、上記のように混乱を生じた例もある。系統的にも本種とこの種は近縁であると判断されており、この2種とさらにヤエヤマトラノオ P. yaeyamensis が同一のクレードを作ると考えられている。ヤエヤマトラノオは本種に似るが羽片が斜め上向き、中軸に沿った狭い角度で出ることが特徴となっており、渓流沿い植物の特徴を示していると思われる。
変種としてハゴロモジュウモンジシダ var. laciniatum Tagawa が記載されており、これは羽片が羽状に全裂するものであるが、変種として成立しているかどうかには諸論があるようである。